# Kevin Smith (football américain, 1970)
Pour les articles homonymes, voir Kevin Smith.
(en) Statistiques sur pro-football-reference
Kevin Smith (né le 7 avril 1970 dans la ville de Orange au Texas) est un joueur de football américain qui évoluait comme cornerback dans la National Football League (NFL).

## Biographie
Issu de l'Université A&M du Texas, il est sélectionné lors de la première ronde de la draft 1992 de la NFL par les Cowboys de Dallas. Il passe toute sa carrière professionnelle avec les Cowboys et remporte avec l'équipe trois titres du Super Bowl durant leur période de dynastie au début des années 1990. Les blessures le force à se retirer après huit saisons jouées dans la NFL.